# Caroline Norton
Caroline Elizabeth Sarah Sheridan Norton (Londra, 1808 – 1877) è stata una scrittrice britannica.
Nel 1836 pubblicò Voce dalle officine, romanzo di denuncia sociale in cui attaccava lo sfruttamento minorile a scopo industriale nel Regno Unito.
Nel 1845 con Il bambino dell'isola aggiunse ulteriore notorietà al suo nome.
Suo nipote John, ereditò il titolo nobiliare e le proprietà.